# گریت موراوا
 گریت موراوا رودی است به دانوب می‌ریزد. این رود از کشور صربستان می‌گذرد.